# ريكيتو سوغيورا
ريكيتو سوغيورا (باليابانية: 杉浦 力斗) (مواليد 22 أكتوبر 2002) هو لاعب كرة قدم ياباني.

## وصلات خارجية
- ريكيتو سوغيورا على موقع رابطة كرة القدم اليابانية للمحترفين (اليابانية)
- ريكيتو سوغيورا على موقع قاعدة بيانات كرة القدم.إي يو (الإنجليزية)
- ريكيتو سوغيورا على موقع Soccerway.com (الإنجليزية)
- ريكيتو سوغيورا على موقع عالم كرة القدم.نت (الإنجليزية)